# ماري وول
ماري وول (بالسويدية: Marie Wall) مواليد 3 أبريل 1992 في السويد، هي لاعبة كرة يد سويدية تلعب كجناح أيسر. مثلت منتخب السويد لكرة اليد للسيدات.

## سجل المنافسة
شاركت في البطولات التالية:
- بطولة العالم لكرة اليد للسيدات 2015
- بطولة أوروبا لكرة اليد للسيدات 2016

## روابط خارجية
- ماري وول على موقع الاتحاد الأوروبي لكرة اليد (الإنجليزية)